# Abyssaster planus
Abyssaster planus är en sjöstjärneart som först beskrevs av Percy Sladen 1883.  Abyssaster planus ingår i släktet Abyssaster och familjen Porcellanasteridae. Inga underarter finns listade i Catalogue of Life.